# Il ruggito del topo
Il ruggito del topo (The Mouse That Roared) è un film del 1959 diretto da Jack Arnold.
Il soggetto è tratto dal romanzo omonimo di Leonard Wibberley del 1955. È interpretato da Peter Sellers, impegnato in tre ruoli (quattro se si considera che ha il suo volto la statua di Roger Fenwick, fondatore del ducato ed antenato comune di molti abitanti), compreso uno femminile, in una satira della guerra fredda.

## Trama
Il minuscolo ducato di Grand Fenwick, piccolissimo stato europeo, fondato da un baronetto inglese, situato da qualche parte nelle Alpi francesi, la cui economia è fondata sull'esportazione dell'omonimo vino, viene ridotto in rovina dall'entrata in commercio di una fortunata imitazione californiana. Il Primo Ministro Conte Rupert di Mountjoy escogita l'ingegnosa idea di dichiarare guerra agli Stati Uniti, per perderla rapidamente e poi "vincere la pace", cioè sfruttare la grande generosità dei vincitori, già dimostrata dopo la Seconda guerra mondiale, nel sovvenzionare gli sconfitti.
A questo scopo viene quindi inviato un esercito di soli venti uomini, guidati dall'ingenuo Tully Bascombe e dotati di improbabili armi medievali, a invadere gli Stati Uniti. Ma quando questi giungono con uno scalcinato battello a New York, trovano la città completamente deserta, a causa di un'esercitazione antiatomica, e non c'è nessuno da cui farsi respingere, per potersene tornare subito a casa felicemente sconfitti. Si imbattono invece casualmente nel Professor Kokintz, che sta lavorando alla creazione della bomba Q, e si impadroniscono di quella micidiale arma che da sola può distruggere tutta l'America del nord e in parte quella del sud,  e quindi può decidere l'esito della guerra a favore di Grand Fenwyck invece che della più grande potenza mondiale. Quindi rapiscono il professore, sua figlia Helen e la bomba, catturano un generale e i suoi agenti di scorta, e ritornano a casa con i prigionieri da vincitori.
Il ducato diventa così il più potente stato del mondo e viene corteggiato da Unione sovietica, Cina, Francia e Italia, che si impegnano a difenderlo, e tantissime altre nazioni, mentre la Gran Bretagna oltre alla difesa lo invita ad aderire al Commonwealth. Gli Stati Uniti non possono così intervenire militarmente.
Il primo ministro e il capo dell'opposizione, imbarazzati su come risolvere la situazione, tentano quindi di far fuggire il generale con la bomba, ma scoperti da Tully, che intanto si è innamorato, ricambiato, della figlia del professore, vengono arrestati e degradati mentre la bomba viene riportata nei sotterranei del castello.
Il ministro americano sopraggiunto non può così che chiedere la pace, con la quale il ducato ottiene un miliardo di dollari in riparazione, mentre Tully sposa Helen. La bomba rimane in custodia.
Alla fine il professore controlla la bomba e scopre che ha sbagliato la costruzione, e che quindi è del tutto innocua. Ma  Tully, che ha fatto tesoro dell'esperienza, suggerisce di non dirlo.

## Critica
Il Dizionario Mereghetti giudica l'umorismo di questa commedia satirica «irrimediabilmente datato», ma loda la prova di Sellers. Anche il Dizionario Morandini riconosce che il film non regge la prova del tempo, evidenzia i «limiti di una sceneggiatura frettolosa e soprattutto di una regia poco inventiva» e non considera brillante neppure Sellers.

## Doppiaggio
Nell'edizione italiana del film, Tina Lattanzi doppia l'attore Peter Sellers solo quando quest'ultimo interpreta il personaggio della Gran Duchessa Gloriana, alternandosi con i colleghi Enrico Maria Salerno (il personaggio di Tullio Bascombe) ed Emilio Cigoli (il personaggio del Primo Ministro). Nella versione originale del film è invece Sellers a interpretare con voci diverse i tre personaggi.

## Sequel
Nel 1963 venne realizzato il film satirico di Richard Lester, Mani sulla luna, con la protagonista Margaret Rutherford nel ruolo della granduchessa e il coprotagonista Ron Moody in quella del primo ministro. Il film può essere considerato il sequel, ma l'attore Peter Sellers in quel film impersona un delegato sovietico.